# Edmund Oskar von Lippmann
Edmund Oskar von Lippmann (Vienna, 9 gennaio 1857 – Halle, 24 settembre 1940) è stato un chimico e storico della scienza tedesco.

## Biografia
Edmund Oskar von Lippmann frequentò le scuole a Vienna, per poi proseguire gli studi al Politecnico di Zurigo, dove ebbe tra i suoi docenti Viktor Meyer e Georg Lunge. Nel 1877 venne assunto nel zuccherificio di suo padre, e parallelamente a ciò si laureò in chimica all'Università di Heidelberg.
Dopo aver diretto alcune raffinerie di zucchero in Germania, nel 1889 si trasferì ad Halle (Sassonia-Anhalt), dove venne assunto come manager in una delle più grandi raffinerie di zucchero del paese. Qui introdusse importanti novità nel processo di raffinamento, ad esempio abolendo l'uso del carbone.
Lavorò per circa 50 anni nel campo della chimica industriale, e fu anche un noto storico della chimica e docente universitario. Gran parte delle sue pubblicazioni sono raccolte nell'Handworterbuch di Johann Christian Poggendorff. Alcune sue opere fondamentali sulla storia della chimica e della scienza in generale sono Entstehung und Ausbreitung der Alchemie (1919) e Geschichte des Zuckers (1890). Altre pubblicazioni vennero raccolte nei due volumi delle sue Abhandlungen und Vortrage zur Geschichte der Naturwissenschaften (1906 e 1913).
Per i suoi contributi alla chimica gli vennero assegnate la medaglia Leibnitz dell'Accademia delle scienze di Berlino, la medaglia Sudhoff della Gesellschaft fur Geschichte der Medizin und der Naturwissenschaften e la medaglia Coste del Verein Deutscher Zuckertechniker. Fu membro dell'Accademia Cesarea Leopoldina e dell'Accademia sassone delle scienze.

## Opere
- Die Zuckerarten und ihre Derivate (1878)
- Die Chemie der Zuckerarten (1885, 1904)
- Geschichte des Zuckers (1890, 1929)
- Abhandlungen und Vorträge zur Geschichte der Naturwissenschaft (1906–1913)
- Entstehung und Ausbreitung der Alchemie (1919, 1931, 1954)
- Zeittafeln zur Geschichte der organischen Chemie (1921)
- Beiträge zur Geschichte der Naturwissenschaft und der Technik (1923)
- Geschichte der Rübe als Kulturpflanze (1925)